# Regioni di Nunavut
La regione canadese del Nunavut è suddivisa in 3 divisioni censuarie di Statistics Canada e altrettante regioni amministrative. Le divisioni statistiche hanno gli stessi nomi che avevano prima del 1999, quando il territorio della provincia era parte dei Territori del Nord-Ovest, sebbene i confini non siano più gli stessi.
Le divisioni regionali sono distinte dai vecchi Distretti dei Territori del Nord-Ovest che risalivano al 1876 e furono aboliti alla creazione di Nunavut, che comprende tutto il vecchio distretto di Keewatin, la maggior parte del distretto di Franklin e una piccola parte del distretto di Mackenzie.

## Lista
| Regione                            | Regione di Kitikmeot                                                      | Regione di Kivalliq                                               | Regione di Qikiqtaaluk                                          |
| ---------------------------------- | ------------------------------------------------------------------------- | ----------------------------------------------------------------- | --------------------------------------------------------------- |
| Regione                            | (al posto della "Regione di Kitikmeot Region (Territori del Nord-Ovest)") | (al posto della "Regione di Keewatin (Territori del Nord-Ovest)") | (al posto della "Regione di Baffin (Territori del Nord-Ovest)") |
| Divisione censuaria                | Regione di Kitikmeot                                                      | Regione di Keewatin                                               | Regione di Baffin                                               |
| Capoluogo                          | Cambridge Bay                                                             | Rankin Inlet                                                      | Iqaluit                                                         |
| Superficie (km²)                   | 446.727,7                                                                 | 445.109,37                                                        | 1.040.417,9                                                     |
| Popolazione al 2006 (2001)         | 5.361 (4.816)                                                             | 8.348 (7.557)                                                     | 15.765 (14.372)                                                 |
| Evoluzione demografica (2001-2006) | +11,3%                                                                    | +10,5%                                                            | +9,7%                                                           |
| Densità                            | 0,012/km²                                                                 | 0,019/km²                                                         | 0,015/km²                                                       |
| Mappa                              |                                                                           |                                                                   |                                                                 |